# Neo Rauch – Gefährten und Begleiter

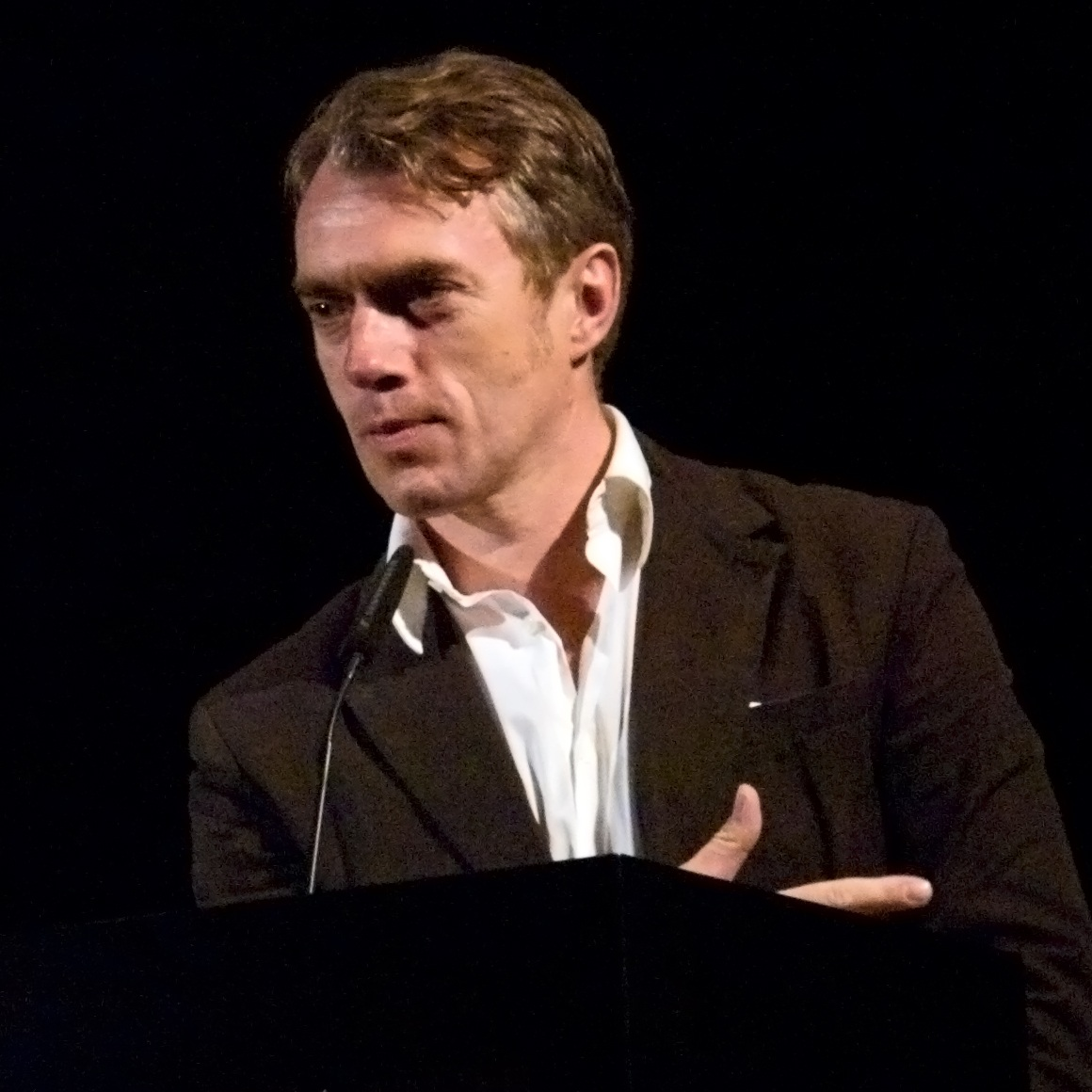
Neo Rauch 2007

Neo Rauch – Gefährten und Begleiter ist ein deutscher Dokumentarfilm und Künstlerportrait von Nicola Graef aus dem Jahr 2016. Ein kleines Filmteam begleitet darin den weltweit erfolgreichen deutschen Kunstmaler Neo Rauch drei Jahre lang bei der Arbeit in seinem Atelier und zeigt Ausstellungen und Sammlungen in Amerika, Asien und Europa.

## Aufführungen
Der Film wurde am 2. November 2016 auf dem 60. Internationalen Leipziger Festival für Dokumentar- und Animationsfilm uraufgeführt. Er lief hier im deutschen Wettbewerb im Beisein von Graef und Rauch. Rauch selbst sah den Film hier zum ersten Mal.

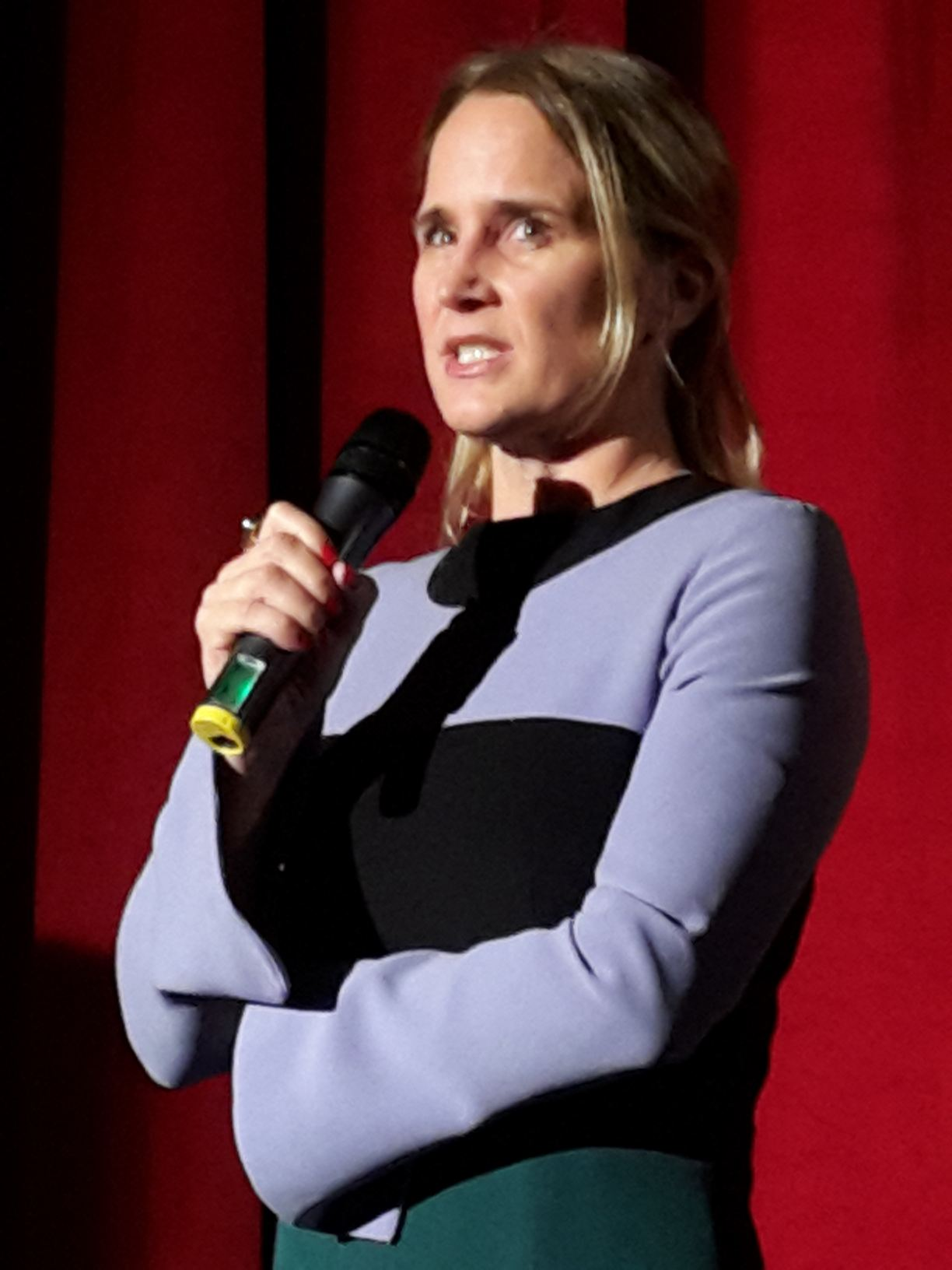
Nicola Graef bei der inoffiziellen Filmpremiere in Hamburg 2017

Die erste reguläre Kinovorstellung und inoffizielle Premiere fand am 23. Februar 2017 in Hamburg statt. Die Autorin und Regisseurin des Films Nicola Graef war anwesend und beantwortete nach der Filmvorstellung Fragen von Abaton-Geschäftsführer Matthias Elwardt und aus dem Publikum (Foto). Die offizielle Deutschland-Premiere fand einen Tag später im Beisein von Neo Rauch in Berlin statt. Allgemeiner Starttermin in den deutschen Kinos war der 2. März 2017.

## Handlung
Der Film begleitet den international bekannten Maler von 2013 bis 2016. Er beginnt mit einer minutenlangen Eingangsszene in Rauchs Atelier in Leipzig, in der er allein eine mehrere Quadratmeter große Leinwand durch den Raum zu tragen versucht. Dabei bleibt der Künstler zunächst hinter der sich bewegenden Leinwand verborgen, nur seine Füße sind zu sehen, und man hört seine Stimme. Er beklagt sich scherzhaft darüber, dass kein Assistent anwesend sei, um ihm zu helfen („Wo sind die 30 Assistenten ... Irgendwas habe ich falsch gemacht“). Die Sequenz erscheint feinsinnig inszeniert wie ein szenischer Prolog, und wirkt durch den stolpernden und klagenden Protagonisten einerseits wie ein Slapstick, andererseits metaphorisch passionshaft mit der übergroßen, leeren Leinwand, die der Künstler als eine schwere Last zu seinem Arbeitsplatz zieht. Die Autorin Nicola Graef berichtet aber, dass die Szene nicht geplant war, sondern zufällig entstanden sei. Sie habe an jenem Tag erst kurz vor Rauchs Auftritt den Kameramann angewiesen zu filmen, weil sie geahnt habe, dass der Künstler gleich mit einer Leinwand in den Raum kommen werde.
Im Folgenden wird Rauch bei der Arbeit an dieser und anderen Leinwänden gezeigt. Mehrere Bilder entstehen, und gelegentlich spricht der Maler über den Entstehungsprozess. Langjährige Begleiter treten auf und werden interviewt, unter anderen Rauchs Ehefrau Rosa Loy und sein Leipziger Galerist Judy Lybke. Außerdem zeigt der Film Ausstellungen und private Sammlungen von Rauchs Bildern unter anderem in New York, Los Angeles, Miami, Italien und Südkorea. Galeristen und Privatsammler äußern sich anerkennend über sein Werk und seine Bedeutung, so der New Yorker Kunsthändler David Zwirner.
Schließlich beschäftigt sich der Film eingehend mit Rauchs Biographie, insbesondere mit dem frühen Tod seiner Eltern, die wenige Wochen nach seiner Geburt bei einem Eisenbahnunfall ums Leben kamen. Das großformatige Bild „Stellwerk II“ (Öl auf Papier, 2015) wird gezeigt, und Rauch spricht offen über sein Schicksal als Waise. Er zeigt Zeichnungen seines Vaters, dem er ein „sehr starkes Talent“ für Malerei bescheinigt. Der Film zeigt die Eröffnung der Ausstellung „Vater und Sohn“ mit Werken von Rauch und von seinem Vater in der Grafikstiftung Neo Rauch im Mai 2016 in seiner Heimatstadt Aschersleben.

## Rezeption
Die Dokumentation erhielt gemischte Kritiken. Michael Meyns schreibt in Programmkino, der Film sei am interessantesten, wenn er „in Leipzig zur Ruhe kommt und sich auf den Künstler und sein Werk konzentriert“. Christa Sigg spricht in der Abendzeitung vom „beträchtlichen Reiz“, dem „Melancholiker beim Grübeln und Gründeln zuzusehen, um dann punktgenaue Formulierungen zu vernehmen“. Silvia Hallensleben merkt in der TAZ an, dass der Film „Rauchs Werk auffällig immanent ohne kunsthistorische Verortung oder Rekurs auf die kontroverse Rezeption“ betrachte. Falk Straub bemängelt in der Kino-Zeit, dass man „nur bruchstückhaft“ über Rauchs Leben erfahre. Der Regisseurin Nicola Graef sei zwar anzurechnen, dass sie vor „unangenehmen Fragen“ nicht zurückschrecke, jedoch habe sie sich „allzu schnell mit einfachen Antworten zufrieden“ gegeben, zum Beispiel bei der Frage nach den hohen Marktpreisen für Rauchs Werke.
Andrea Hanna Hünniger schreibt in der ZEIT, man könne nicht sicher sein, ob es sich um die „Parodie oder die Imitation eines Künstlerporträts“ handelt, weil die Befragten „allesamt die üblichen Kunstsätze“ sagten, besonders die Kunstsammler und Galeristen. Doch gelinge es der Regisseurin, „die Interviewten genau damit auflaufen“ zu lassen. Silvia Hallensleben hebt in der TAZ hervor, die Interviews mit den Sammlern seien „rare Einblicke in die Inszenierung sozialer Distinktion“. Der Zuschauer bekomme einen Eindruck von der „internationale[n] Rezeption ‚authentisch deutscher‘ Kunst“, die im Ausland noch immer mit „Klischees wie von düsterer Romantik oder Diktatur“ verbunden werde. Während Michael Meyns für Programmkino die Werkinterpretation im Ausland „durchaus erhellend“ nennt, hätte sich Falk Straub in der Kino-Zeit mehr unbefangene Stimmen gewünscht.